# مصطفی لو (خدابنده)

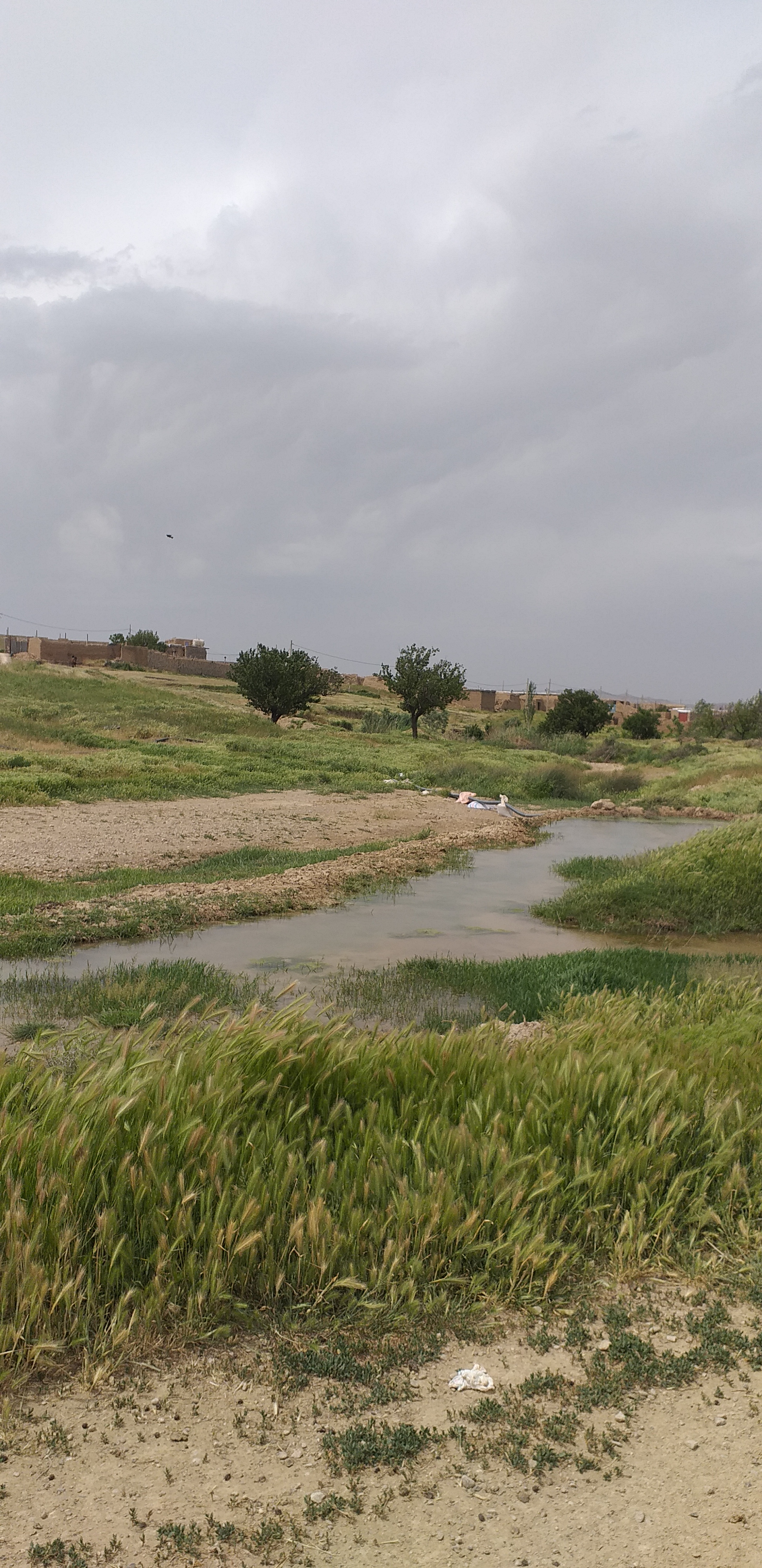
روستای مصطفی لو

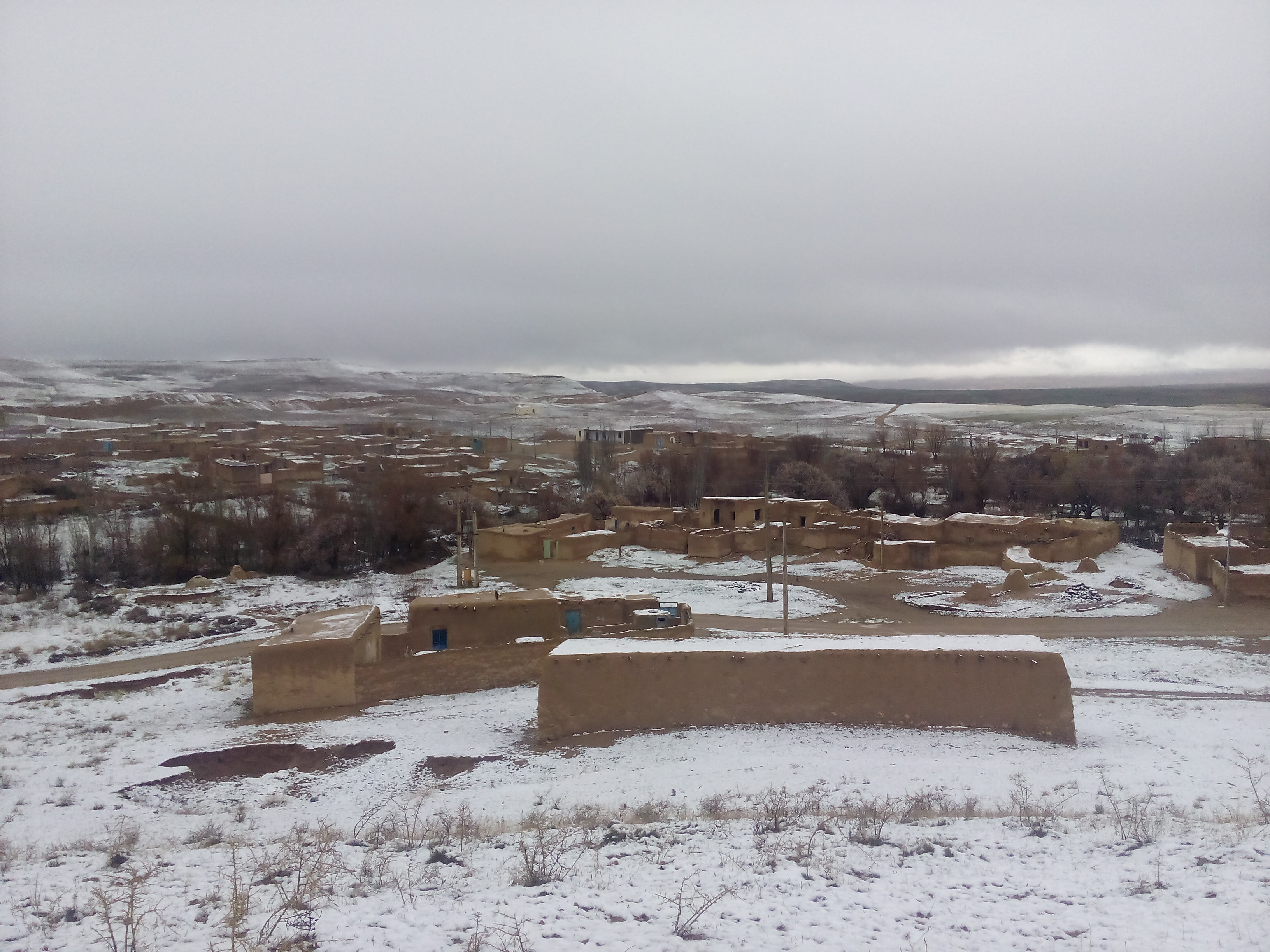
روستای مصطفی لو در زمستان

مصطفی لو Mustafali (خدابنده) ، روستایی از توابع بخش افشار شهرستان خدابنده در استان زنجان ایران است.

## فرهنگ و زبان
این روستا در بخش افشار منطقه خدابنده ، در کنار رود تالوار چایی واقع شده است. مردم منطقه افشار ، از ایل افشار یا آوشار-Efşar از قبایل 24 گانه ترکان اغوز می باشند ، همچنین بخش زیادی نیز از مردمان ایل شَسَوَن یا شاهسون در این منطقه حضور دارند و به عبارتی میتوان مردمان منطقه افشار را به دو گروه شاهسون و غیر شاهسون تقسیم کرد. البته که شاهسون ها نیز خود طایفه ای از افشار ها محسوب میشوند. از لحاظ زبانی ، در این منطقه زبان ترکی با لهجه های مختلفی تکلم میشود.
روستای مصطفی لو نیز ترکیبی از شاهسون ها و افشار ها میباشد. مردم این روستا به ترکی شاهسونی و نیز لهجه متداولِ منطقه افشار که در مناطق دیگری از جمله قیدار ، تیکان تپه و .... نیز تکلم میشود ، صحبت میکنند .

## جمعیت و موقعیت

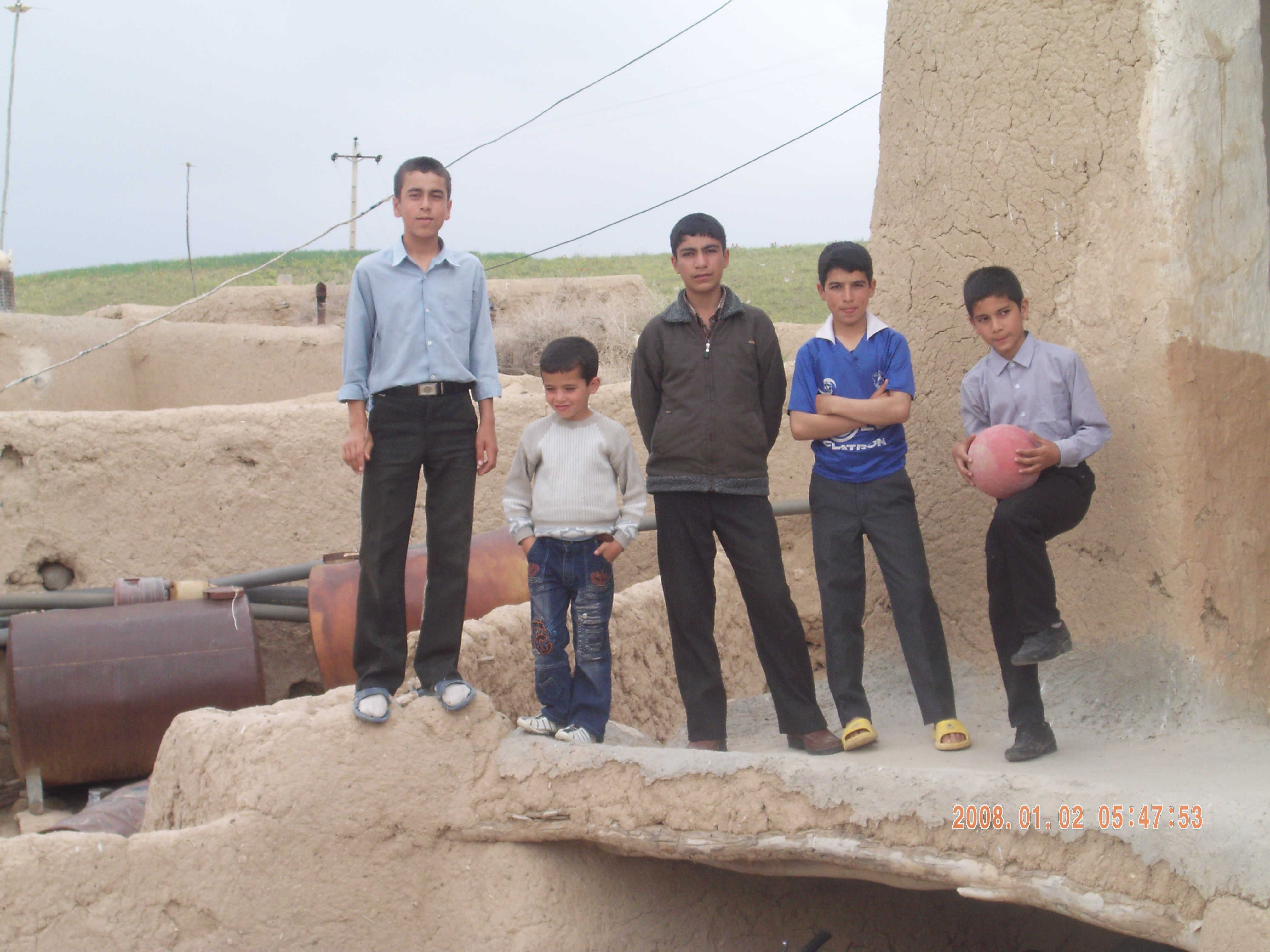
عکسی از کودکان روستای مصطفی لو ، سال 1387

روستای مصطفی لو در جاده افشار یا جاده قیدار-بیجار ، در کنار رود تالوار چایی و در جنب روستاهای محمدلو و تمیرلو واقع شده است . 
تین روستا که در دهستان شیوانات بخش افشار قرار دارد ، براساس سرشماری مرکز آمار ایران در سال ۱۳۸۵، جمعیت آن ۱۴۳ نفر (۳۰خانوار) و در سال 95 کمتر از 3 خانوار بوده است . 
روستای مصطفی که یکی از روستاهای آباد بخش افشار محسوب میشد ، امروز تقریبا به حالت بدون سکنه درآمده.
بخش عمده ای از جمعیت این روستا به شهر های مشکین آباد و نسیم شهر ، بیجار ، گرماب و زنجان مهاجرت کرده اند .
این روستا از دور افتاده ترین ، کم توجه ترین و محدود ترین مناطق استان زنجان به حساب می آید ، اما با این وجود تا اوایل دهه 90 هجری شمسی ، روستایی دارای سکنه و آباد محسوب میشد. 
از جمله عوامل مهاجرت مردم این روستا میتوان به عدم وجود امکانات ابتدایی مانند آب لوله کشی ، گاز و .... اشاره کرد ، به طوری که آخرین ساکنان این روستا نیز همچنان از روش های قدیمی برای تهیه آب و تامین نفت و گاز استفاده میکردند و در چنین حالی مهاجرت کردند. 
این روستا یکی از سنتی ترین و قدیمی ترین روستاهای این منطقه میباشد ، به طوری هم اکنون نیز تمام خانه های این روستا ، کاهگلی و با سقف های چوبین هستند و میتوان گفت این روستا ، از جمله روستاهاییست که در سنتی ترین و محلی ترین حالت خود باقی مانده و در همان حالت وداع گفت. 

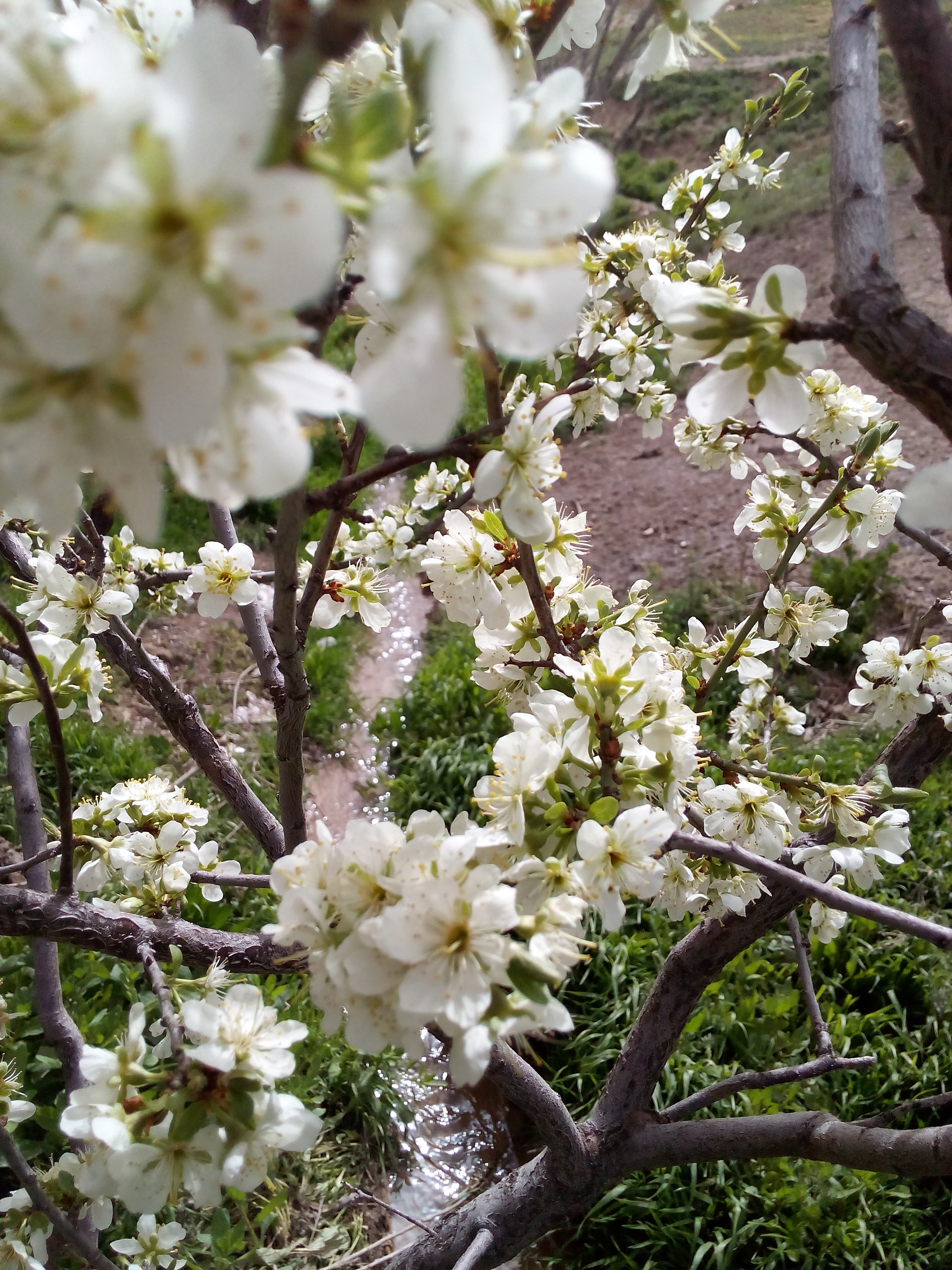
شکوفه های روستای مصطفی لو

## منابع

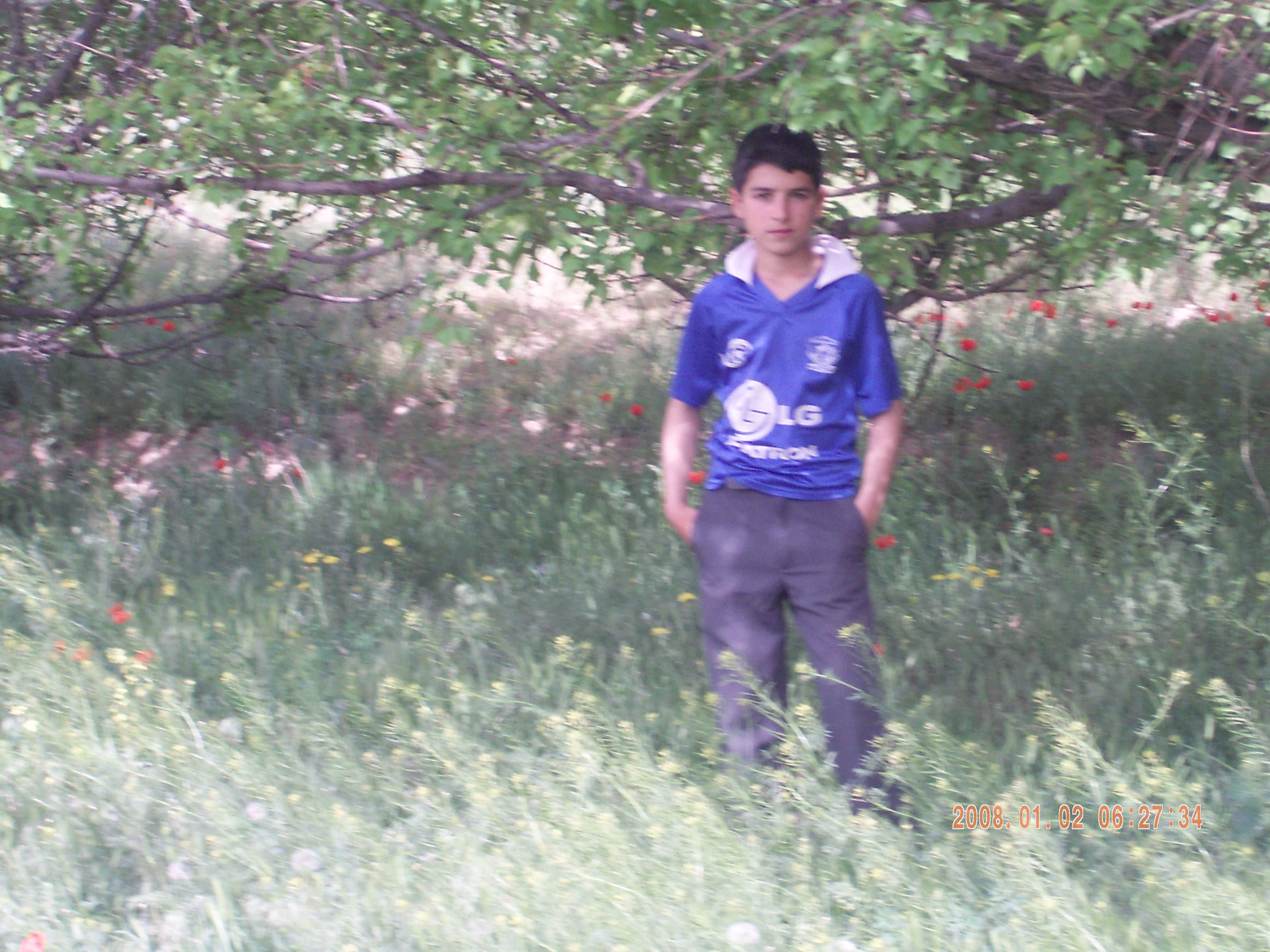
کودکی از روستای مصطفی لو سال 1387

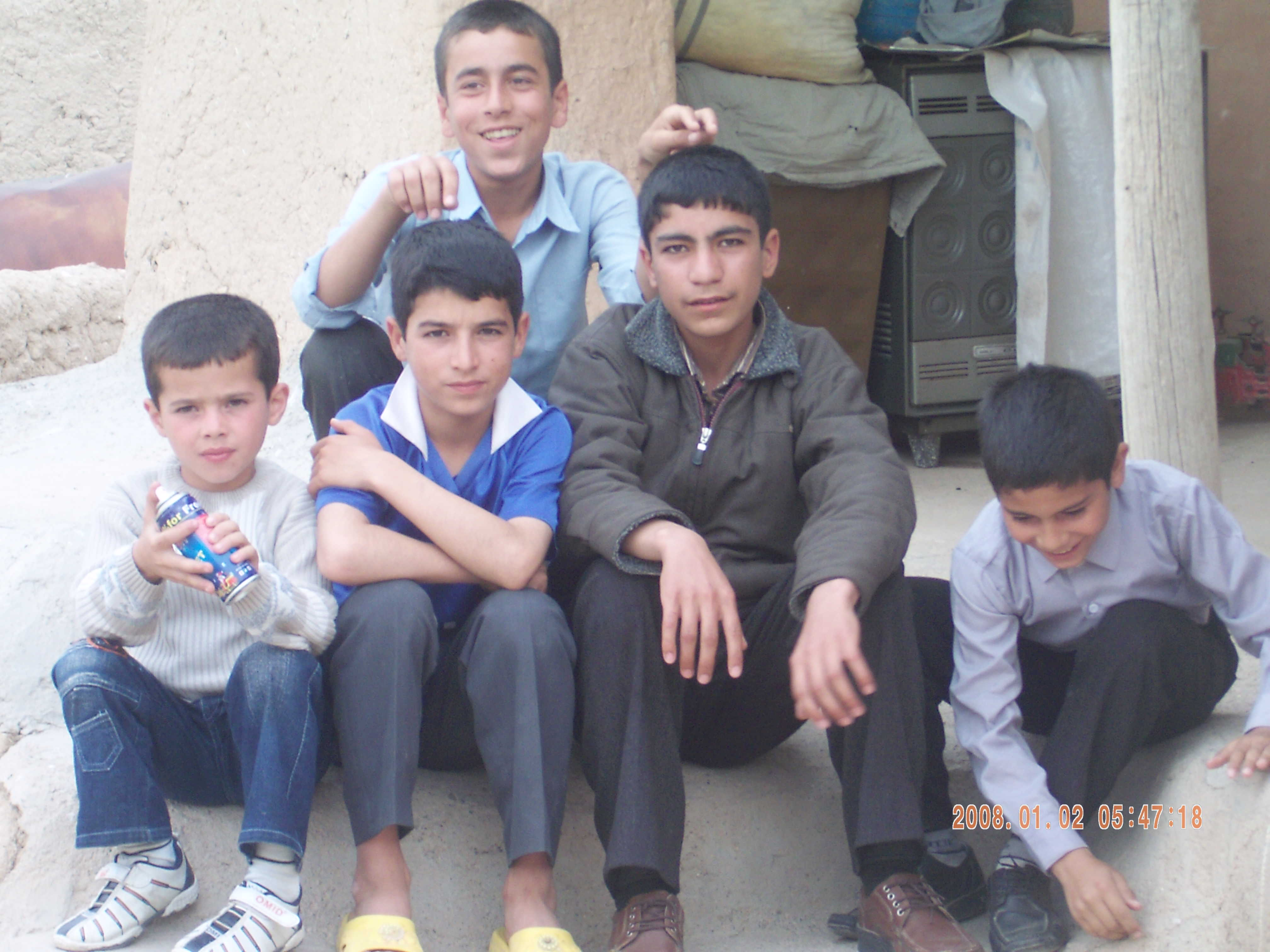
عکسی از کودکان روستای مصطفی لو ، سال 1387